# ليه هاريسون (لاعب كرة قدم أسترالية)
ليه هاريسون (بالإنجليزية: Les Harrison)‏ هو لاعب كرة قدم أسترالية أسترالي، ولد في 29 يناير 1945.

## وصلات خارجية
- ليه هاريسون على موقع AustralianFootball.com (الإنجليزية)
- ليه هاريسون على موقع AFLtables.com (الإنجليزية)